# Pulau Panehan
Pulau Panehan är en ö i Indonesien.   Den ligger i provinsen Jawa Timur, i den västra delen av landet, 600 km öster om huvudstaden Jakarta. Arean är 0,11 kvadratkilometer.
Terrängen på Pulau Panehan är lite kuperad.